# Brydevinvis
De brydevinvis, Brydes vinvis of brydewalvis (Balaenoptera brydei) is een vinvis die voorkomt in alle warme en gematigde wereldzeeën. In tegenstelling tot andere vinvissen blijft hij daar het hele jaar lang. De soort is genoemd naar een Noorse schipper in Zuid-Afrika, Johan Bryde.

## Kenmerken
Met een lengte van twaalf tot veertien meter en een gewicht van 16 tot 25 ton is de brydevinvis een van de kleinere vinvissen. Hij heeft een langgerekt, donkerbruin lichaam, dat alleen bij de keel en de buik wat lichter van kleur is. Het dier wordt ongeveer 50 jaar oud.

## Levenswijze
Brydevinvissen leven in paren of kleine groepen in wateren met een temperatuur boven de 20 °C. Ze blijven, in tegenstelling tot andere soorten, op dezelfde plaats en maken slechts korte reizen om eten te vinden. Ze eten voornamelijk in scholen levende vissen als makrelen en sardines, maar daarnaast ook schaaldieren en koppotigen. Ze kunnen tot 300 meter diep duiken.

## Bescherming
De brydevinvis werd alleen systematisch bejaagd toen de populaties van de grotere vinvissen te klein waren, in het bijzonder in de jaren 60 in de noordelijke Grote Oceaan. Als gevolg daarvan is deze soort niet bedreigd. Er zijn naar schatting 40.000 tot 80.000 exemplaren.

## Taxonomie
Nadat hij voor de Zuid-Afrikaanse kust gezien was werd deze soort in 1913 als Balaenoptera brydei Olson, 1913 beschreven, maar later werd hij als een synoniem van Balaenoptera edeni Anderson, 1878 beschouwd. Sinds 1993 is het echter duidelijk geworden dat er binnen de oude "B. edeni" een kleinere vorm, Edens vinvis (Balaenoptera edeni), en een grotere vorm, de brydevinvis (Balaenoptera brydei), bestaan. Er is echter nog onduidelijkheid over de correcte afbakening van de beide soorten, zodat sommigen de twee vormen nog steeds als één soort beschouwen. Als ze toch één soort vormen, is de juiste wetenschappelijke naam B. edeni. In 2003 werd nog een derde soort beschreven in deze groep, de Omurawalvis (B. omurai).